# Jean Ruiz
Jean Ruiz (Guebwiller, 6 aprile 1998) è un calciatore francese, difensore o centrocampista del Pau.

## Carriera

### Club

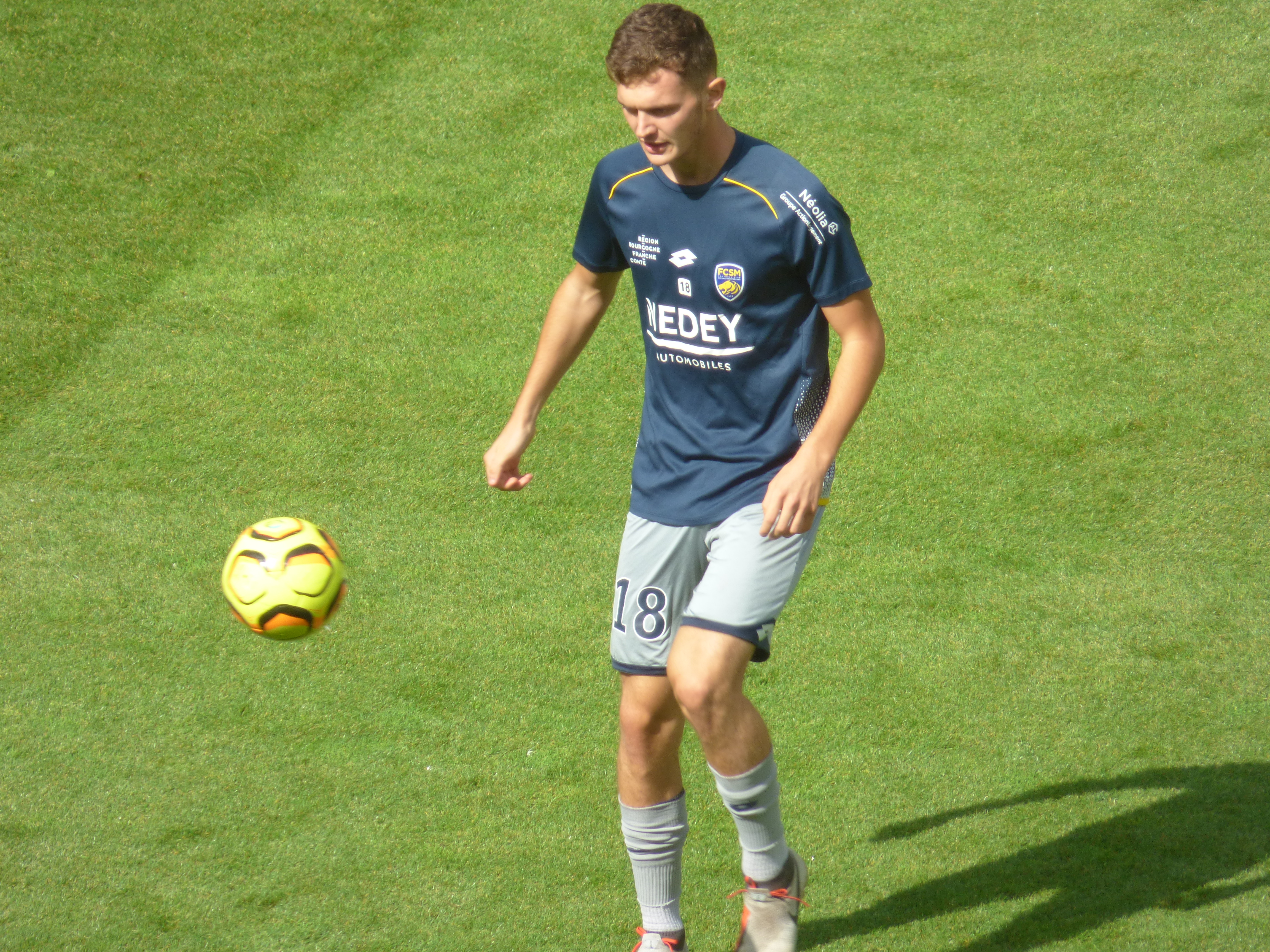
Ruiz in allenamento con il nel 2018

Nato a Guebwiller, inizia a giocare a calcio all'età di 6 anni per l'ASCA Wittelsheim, dove gioca 6 stagioni per poi passare nell'US Wittelsheim nel 2011. Nel 2012, all'età di 14 anni, si trasferisce gratuitamente nel settore giovanile del Sochaux.
Nel mese di agosto 2016, all'età di 16 anni, gioca la sua prima partita con le squadre riserve, nella partita casalinga di campionato contro il Fleury 91 FC. Verso la fine della stagione è stato protagonista della vittoria della Coppa Gambardella con l'Under-19.
Il 1º luglio 2016 firma il suo primo contratto da professionista per il Sochaux fino a metà del 2021. Esordisce in prima squadra il 17 ottobre 2016, nella partita casalinga di campionato contro il Lens vinta per 1-0. Mette a segno il suo primo gol il 25 agosto 2017, nella partita casalinga di campionato contro il Châteauroux persa per 1-5.
Nella stagione 2018-2019 totalizza 16 presenze, senza segnare gol.. Successivamente viene acquistato dagli svizzeri del Sion.
Il 1º gennaio 2022 viene acquistato in prestito dal Boulogne.

### Nazionale
Ha giocato nelle nazionali giovanili francesi Under-17, Under-18, Under-19 ed Under-20.
Nel 2015 ha vinto gli Europei Under-17.

## Statistiche
Statistiche aggiornate al 3 agosto 2021.

### Presenze e reti nei club
| Stagione        | Squadra         | Campionato      | Campionato | Campionato | Coppe nazionali | Coppe nazionali | Coppe nazionali | Coppe continentali | Coppe continentali | Coppe continentali | Altre coppe | Altre coppe | Altre coppe | Totale | Totale | Totale |
| Stagione        | Squadra         | Comp            | Pres       | Reti       | Comp            | Pres            | Reti            | Comp               | Pres               | Reti               | Comp        | Pres        | Reti        | Pres   | Reti   |        |
| --------------- | --------------- | --------------- | ---------- | ---------- | --------------- | --------------- | --------------- | ------------------ | ------------------ | ------------------ | ----------- | ----------- | ----------- | ------ | ------ | ------ |
| 2016-2017       | Sochaux         | L2              | 9          | 0          | CdL             | 3               | 0               |                    | -                  | -                  |             | -           | -           | 12     | 0      |        |
| 2017-2018       | Sochaux         | L2              | 23         | 1          | CF+CdL          | 3+0             | 2+0             |                    | -                  | -                  |             | -           | -           | 26     | 3      |        |
| 2018-2019       | Sochaux         | L2              | 16         | 0          | CF              | 3               | 0               |                    | -                  | -                  |             | -           | -           | 19     | 0      |        |
| Totale Sochaux  | Totale Sochaux  | Totale Sochaux  | 48         | 1          |                 | 9               | 2               |                    | -                  | -                  |             | -           | -           | 57     | 3      |        |
| 2019-2020       | Sion            | SL              | 18         | 0          | CS              | 2               | 0               | -                  | -                  | -                  | -           | -           | -           | 20     | 0      |        |
| 2020-2021       | Sion            | SL              | 16         | 0          | CS              | 2               | 0               |                    | -                  | -                  |             | -           | -           | 18     | 0      |        |
| 2021-2022       | Sion            | SL              | 1          | 0          | CS              | 0               | 0               |                    | -                  | -                  |             | -           | -           | 1      | 0      |        |
| Totale Sion     | Totale Sion     | Totale Sion     | 35         | 0          |                 | 4               | 0               |                    | -                  | -                  |             | -           | -           | 39     | 0      |        |
| Totale carriera | Totale carriera | Totale carriera | 83         | 1          |                 | 13              | 2               |                    | -                  | -                  |             | -           | -           | 96     | 3      |        |

### Cronologia presenze e reti in nazionale
| Cronologia completa delle presenze e delle reti in nazionale ― Francia under 20 | Cronologia completa delle presenze e delle reti in nazionale ― Francia under 20 | Cronologia completa delle presenze e delle reti in nazionale ― Francia under 20 | Cronologia completa delle presenze e delle reti in nazionale ― Francia under 20 | Cronologia completa delle presenze e delle reti in nazionale ― Francia under 20 | Cronologia completa delle presenze e delle reti in nazionale ― Francia under 20 | Cronologia completa delle presenze e delle reti in nazionale ― Francia under 20 | Cronologia completa delle presenze e delle reti in nazionale ― Francia under 20 |
| Data                                                                            | Città                                                                           | In casa                                                                         | Risultato                                                                       | Ospiti                                                                          | Competizione                                                                    | Reti                                                                            | Note                                                                            |
| ------------------------------------------------------------------------------- | ------------------------------------------------------------------------------- | ------------------------------------------------------------------------------- | ------------------------------------------------------------------------------- | ------------------------------------------------------------------------------- | ------------------------------------------------------------------------------- | ------------------------------------------------------------------------------- | ------------------------------------------------------------------------------- |
| 30-5-2017                                                                       | Francia                                                                         | Francia under 20                                                                | 1 – 1                                                                           | Galles under 20                                                                 | Under-20 Elite League                                                           | -                                                                               |                                                                                 |
| Totale                                                                          |                                                                                 | Presenze                                                                        | 1                                                                               |                                                                                 | Reti                                                                            | 0                                                                               |                                                                                 |

## Palmarès

### Club

#### Competizioni giovanili
- Coppa Gambardella: 1

Sochaux: 2014-2015

### Nazionale

#### Competizioni giovanili
- Campionato d'Europa Under-17: 1

2015